# Io voglio vivere/Sempre tu sempre di più
Io voglio vivere/Sempre tu sempre di più è il quarto singolo discografico di Alice Visconti pubblicato in Italia, Germania e Francia nel 1975.

## Descrizione
Due anni dopo lo scarso successo del disco precedente, riprova nuovamente la carriera di cantante grazie a un contratto con la CBS; assume il nome d'arte di Alice Visconti e viene affidata al produttore Giancarlo Lucariello.

## Tracce
1. Io voglio vivere – 5:30 (Cristiano Minellono, Renato Brioschi, Stefano D'Orazio)
2. Sempre tu sempre di più – 3:57 (Massimo Guantini, Stefano D'Orazio)